# Pluto Junior

Pluto Junior est un court-métrage d'animation américain des studios Disney avec Pluto, sorti le 28 février 1942.

## Synopsis
Les aventures de Pluto Jr. avec une balle, un ballon, une chenille et un oiseau. Cette dernière bêtise le fait se retrouver suspendu à plusieurs mètres de hauteur dans une chaussette accrochée à une corde à linge, ce qui nécessitera l'intervention de Pluto pour le sauver.

## Fiche technique
- Titre original et titre français : Pluto Junior
- Série : Pluto
- Réalisation : Clyde Geronimi assisté de Don A. Duckwall (non crédité)
- Musique : Leigh Harline
- Production : Walt Disney
- Société de production : Walt Disney Productions
- Société de distribution : Buena Vista Distribution
- Format : Couleur (Technicolor) - 1,37:1 - Son mono (RCA Photophone)
- Durée : 7 min
- Langue : (en)
- Pays de production :  États-Unis
- Date de sortie :
  - États-Unis : 28 février 1942[1]

## Voix originales
- Pinto Colvig : Pluto

## Commentaires
- Ce film constitue la seule apparition du fils de Pluto, même si celui-ci avait doté de quintuplés dans le premier film de la série, Les Quintuplés de Pluto (1937).

## Titre en différentes langues
- Finlande : Pikku-Pluto
- Suède : Pluto Jr

Source : IMDb